# Paseo El Canal
El paseo El Canal es el paseo peatonal más largo ubicado en la villa de Bilbao, abarcando su recorrido desde el barrio de San Ignacio al de Deusto.

## Ubicación
Ubicado frente a la isla de Zorrozaurre, el paseo es la vía colindante al antiguo canal de Deusto, que discurre de manera paralela a avenida Zarandoa, calle Morgan y calle Ballets Olaeta. Comienza en la intersección con el puente Frank Gehry, desde el IMQ, y finaliza en la parte final de la avenida Lehendakari Aguirre, en las inmediaciones del puente de Róntegui, careciendo de afecciones en domicilios, ni en comercios.

## Características
Con más de dos kilómetros de recorrido, se pueden encontrar bancos para descansar del paseo, instalaciones para practicar ejercicio al aire libre, tumbonas fijas de madera para tomar el sol y un rocódromo. Es la calle número 919 de Bilbao y también la primera del Plan Especial de Zorrozaurre.

## Edificios y puentes de interés
Diversos edificios y puentes reseñables rodean el paseo El Canal, en orden desde Deusto a San Ignacio:
- Puente Frank Gehry.
- IMQ Zorrotzaurre.
- Club de Remo Deusto.
- Puente San Ignacio-Zorrozaurre.
- Edificio Idom.

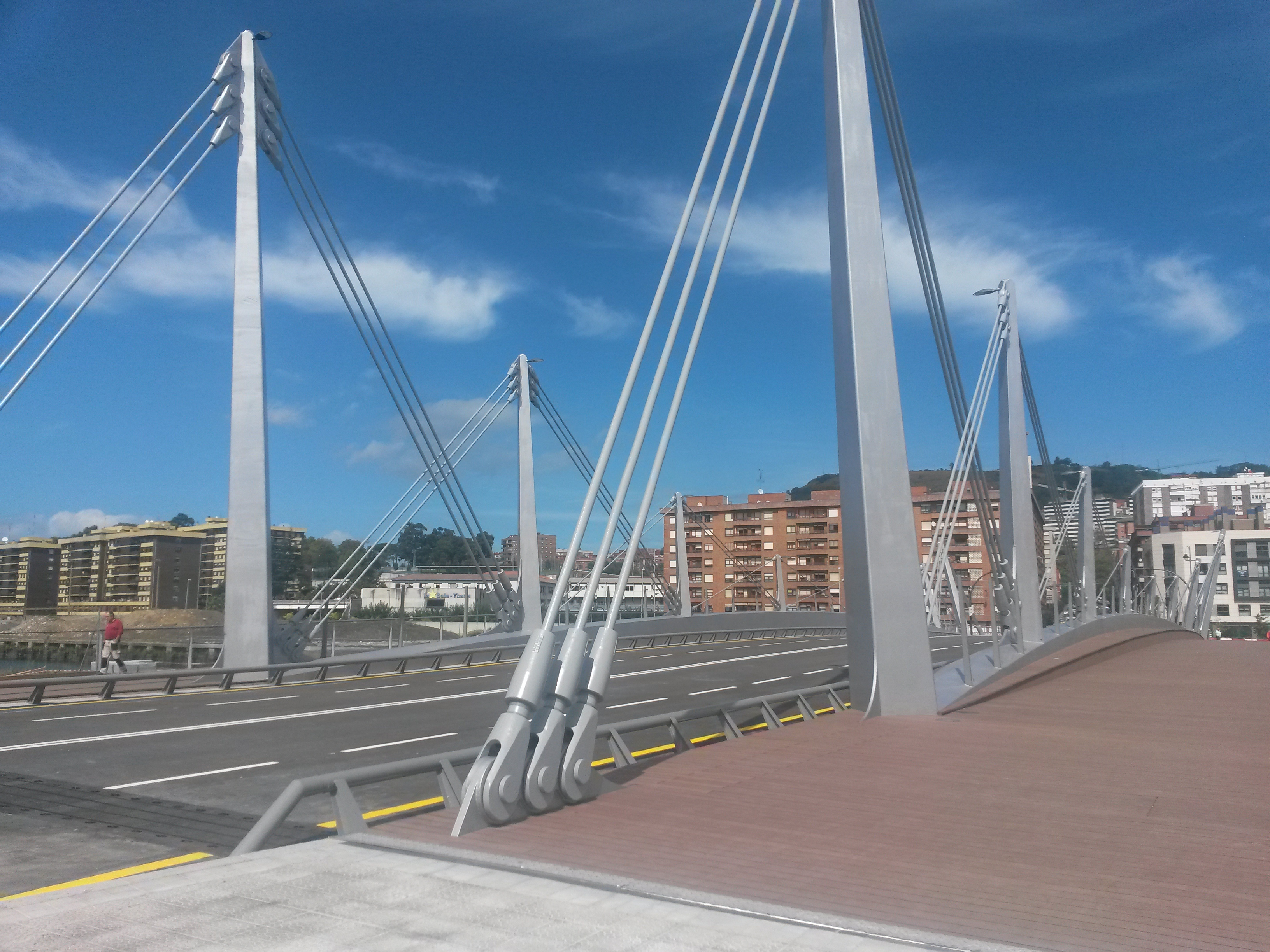
Puente Frank Gehry
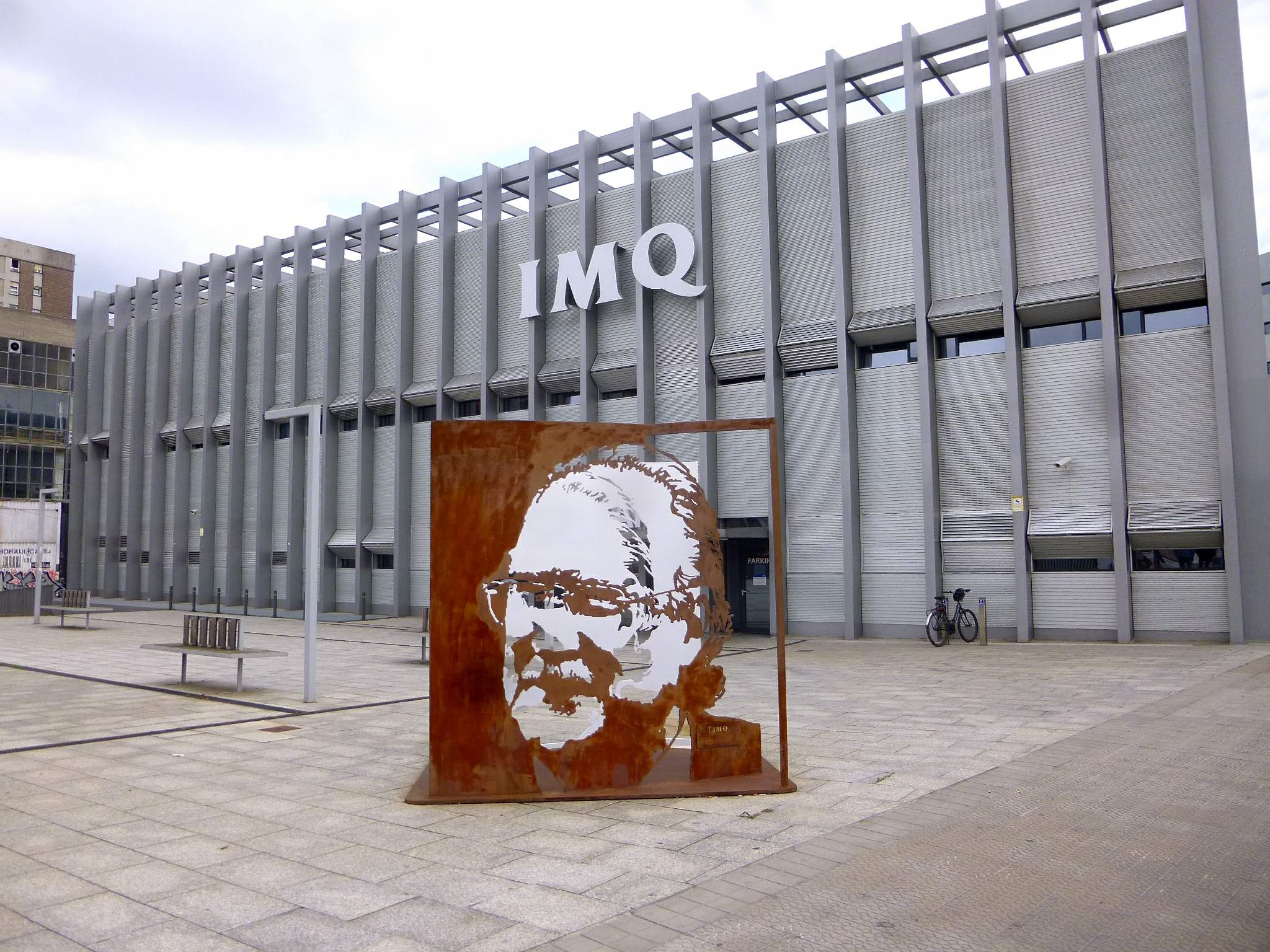
IMQ Zorrotzaurre
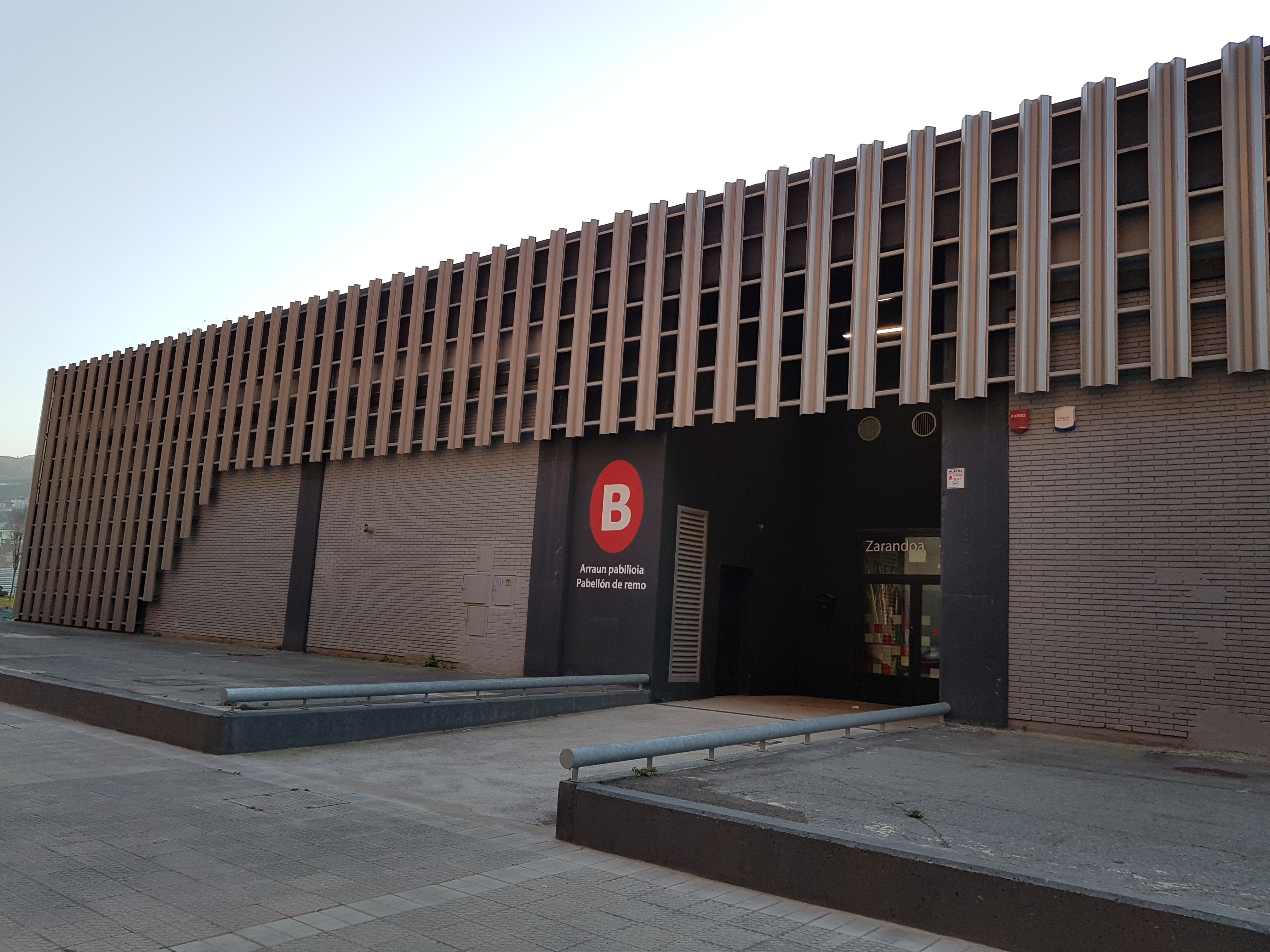
Club de Remo Deusto
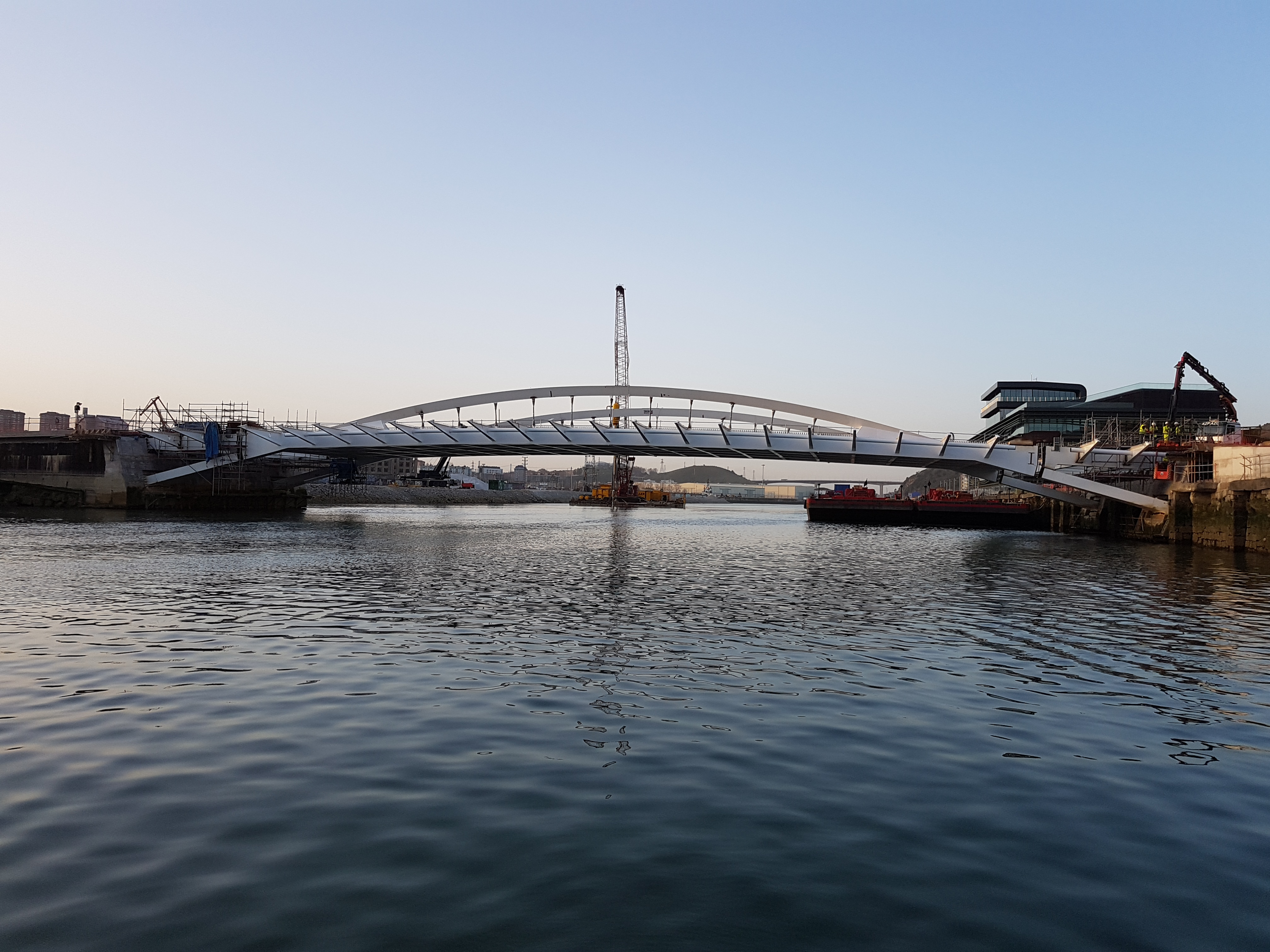
Puente San Ignacio-Zorrozaurre
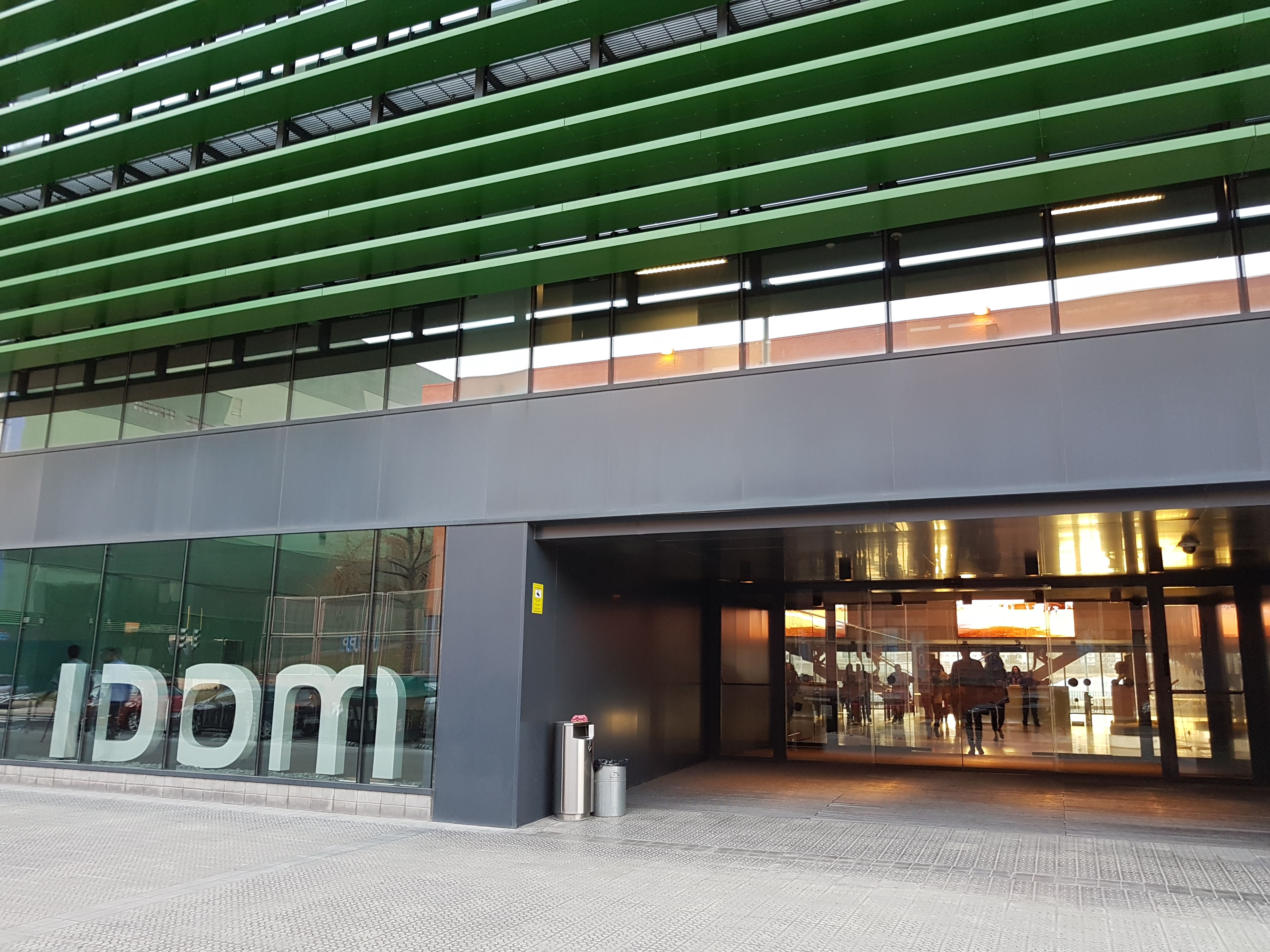
Edificio Idom